# Église Notre-Dame-du-Rosaire de Marseille
L'église Notre-Dame du Rosaire est une église de Marseille construite de 1868 à 1878 par les architectes Pierre Bossan et Joannis Rey. Elle est l'église du couvent Saint-Lazare des dominicains de Marseille.

## Localisation
Située au 35 rue Edmond Rostand, dans le centre-ville de Marseille, à proximité de la place Castellane, l'église termine le cloître du Couvent Saint-Lazare des Dominicains. Elle s'insère discrètement dans un tissu urbain dense, sans recul entre la rue Edmond Rostand et la Rue Sainte-Victoire.

## Historique

### Choix de l'architecte
Les dominicains, installés sur le site depuis 1865, ne disposaient initialement que d’un hangar destiné à servir d’église provisoire. Rapidement, la question de la construction d’un couvent accompagné d’une église se posa. Deux architectes s’affrontèrent alors pour la réalisation des plans : l'abbé Pougnet, alors au sommet de sa carrière et Gonzague Grinda, jeune protégé du père Cormier encore très inexpérimenté. Dans les deux cas, les religieux semblent emprunter la voie du couvent de Lyon qui terminaient tout juste leur église néogothique. En dépit de l'avancement des plans et du choix quasi arrêté sur Gonzague Grinda, le conseil conventuel propose Pierre Bossan en 1867. Le nom de Bossan s'il est sorti tard, n'est pas sorti par hasard, il avait déjà construit pour les dominicains, la chapelle Saint-Thomas-d'Aquin il avait aussi construit pour les dominicaines un monastère à Saint-Maximin-la-Sainte-Baume, il construira aussi la chapelle du couvent de Coublevie en 1869. Hyacinthe-Marie Cormier, en tant que provincial manœuvra du mieux qu'il pouvait pour faire accepter un projet néogothique, il proposa Louis-Antoine-Maurice Bresson, l'architecte du couvent de Lyon. Alors qu'il semblait l'emporter, le chapitre conventuel choisi définitivement Bossan en septembre 1867 le père Cormier s'y plia.

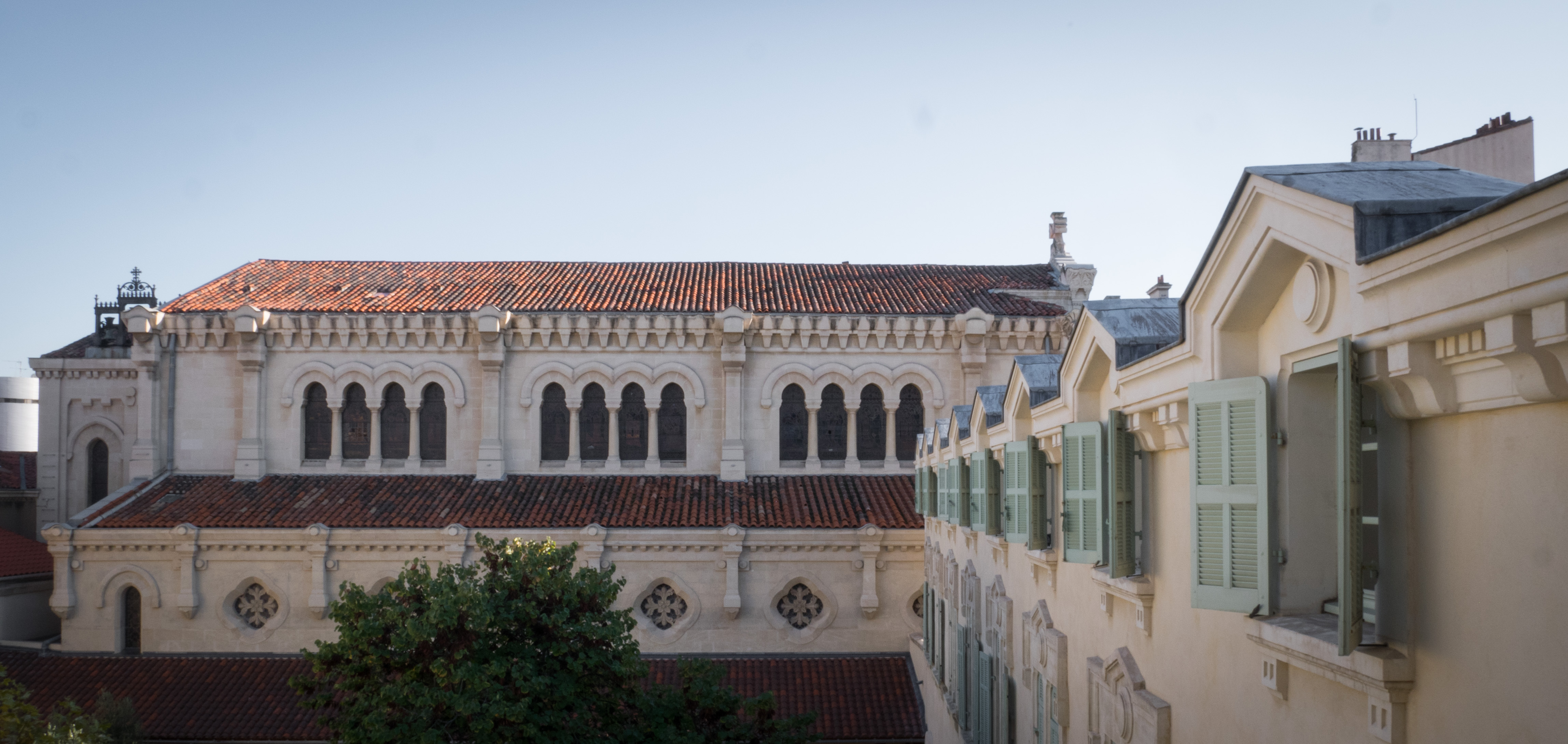
Église vue depuis le cloître du couvent

### Construction
La construction de l’église Notre-Dame du Rosaire débuta donc le 24 septembre 1868 par la bénédiction de la première pierre présidée par l'archevêque de Marseille, Mgr Place. Rapidement Grinda arrête le suivi du chantier et c'est Joannis Rey, habitué à travailler avec Bossan qui prend sa place. Autre fait marquant, Hyacinthe-Marie Cormier est élu prieur du couvent en 1874.
Tout au long de la construction, les Dominicains bénéficient de la grande générosité de leur voisine Anne Rosine Noilly-Prat, à la tête d’un commerce de spiritueux situé en face, c'est elle en partie qui a motivé la construction de l'église en faisant un premier don de 50 000 francs en 1866, elle donnera jusqu'en 1900 pour un total de plus de 300 000 francs.
Si l'église est bénie le 7 mars 1878 par Mgr Place, l'aménagement intérieur est loin d'être terminé. Le maître-autel et l'autel du sacré cœur sont inaugurés en 1879, l'autel à saint Joseph en 1883, la chaire en 1894. Enfin, le chœur des religieux est construit entre 1898 et 1899 par Joannis Rey dans la pure continuation de l’œuvre de son maître décédé 10 ans auparavant.

### Les deux expulsions
L'histoire de cette église a connu quelques remous, notamment l'expulsion des Dominicains en 1880 et en 1903, ces expulsions sont encore visibles sur la porte de la sacristie où subsistent la cire des scellés. En 1906, l'église et le couvent sont rachetés par les enfants d'Anne Rosine Noilly-Prat pour être restitués aux frères dominicains. Pour cette raison, elle est aujourd'hui une propriété privée de la Province dominicaine de Toulouse bien qu’édifiés avant la loi de séparation des Églises et de l’État de 1905.

### Depuis 1920
En 1921 les frères sont de retour dans leur église. Ils construisent une statue de saint Thomas en 1923 et l'autel à saint Dominique et à saint Lazare dans les années 30.
Puis, durant les années cinquante, l’église subit de nombreuses modifications : le maître autel ainsi que la chaire sont détruits en 1952 et le bénitier ainsi que la statue du Sacré-Cœur sont détruits en 1957, l'autel actuel est construit cette année là. La chapelle Saint Thomas d'Aquin (deuxième travée gauche) a été profondément modifiée : un nouvel autel a été installé qui remploie le maître autel retiré du chœur et les peintures ont été masquées par un enduit gris, la statue a été détruite. Dans l'ensemble de l'église grande partie des ornements et du mobilier liturgique ont été détruits ou perdu.
De 1970 à 1990, l'église a été complètement fermée, les Offices et la messe étant dit dans la crypte, ce manque d'entretien à créé des dommages important sur tout l'édifice. L'eau s'est infiltrée, détruisant principalement les décors peints. En 1995 des travaux de réfection sont menés sur les vitraux, la couverture et en 2001 la façade est ravalée. L'église et sa crypte sont inscrites au titre des monuments historiques par arrêté du 28 septembre 1995.
Aujourd'hui, l’église Notre-Dame du Rosaire accueille des célébrations liturgiques quotidiennes, ouvertes au public, rassemblant une assemblée régulière. Le couvent abrite également le noviciat de la Province dominicaine de Toulouse, ce qui confère à l’église une vie liturgique particulièrement soutenue.

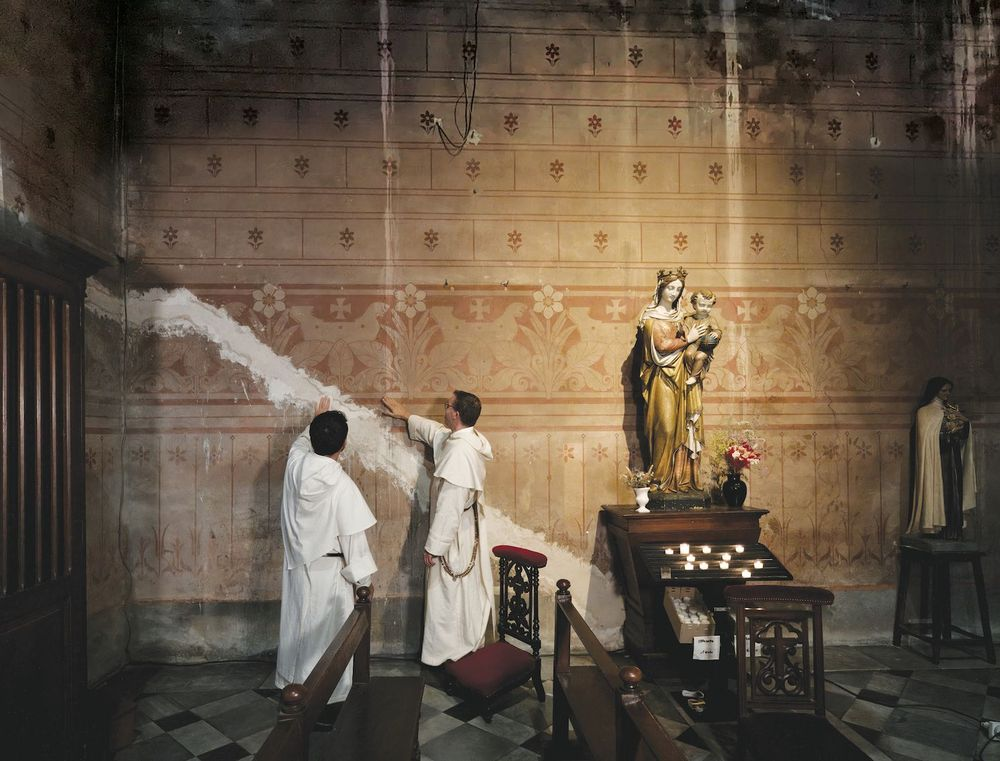
État avant restauration de la chapelle Saint-Lazare

### Restauration
Un projet de restauration est en cours pour préserver ce patrimoine historique et artistique. Une première tranche a été réalisée de 2023 à 2024, la toiture a été intégralement refaite pour mettre l'église hors d'eau. Les tranches suivantes touchent surtout la restauration des décors peints de toute l'église classés du XIXe siècle. Les travaux de restauration vont être menés en collaboration avec des experts en patrimoine pour conserver l’intégrité de l’œuvre de Pierre Bossan.
La Direction régionale des Affaires culturelles a montré un intérêt particulier pour l'église Notre-Dame-du-Rosaire, notamment en raison de l’intérêt et de la fragilité de ses décors peints du XIXe siècle, gravement dégradés. La DRAC soutient une série de tests innovants. Ils seront réalisés sous l'observation du Centre Interdisciplinaire de Conservation et de Restauration du Patrimoine (CICRP). Il est envisagé de recourir à la technique innovante du nettoyage au laser solution beaucoup moins invasive qu'un nettoyage chimique ou mécanique et permet de préserver les pigments fragilisés par le temps et ainsi de conserver l'intégrité des peintures du XIXe siècle.

## Architecture

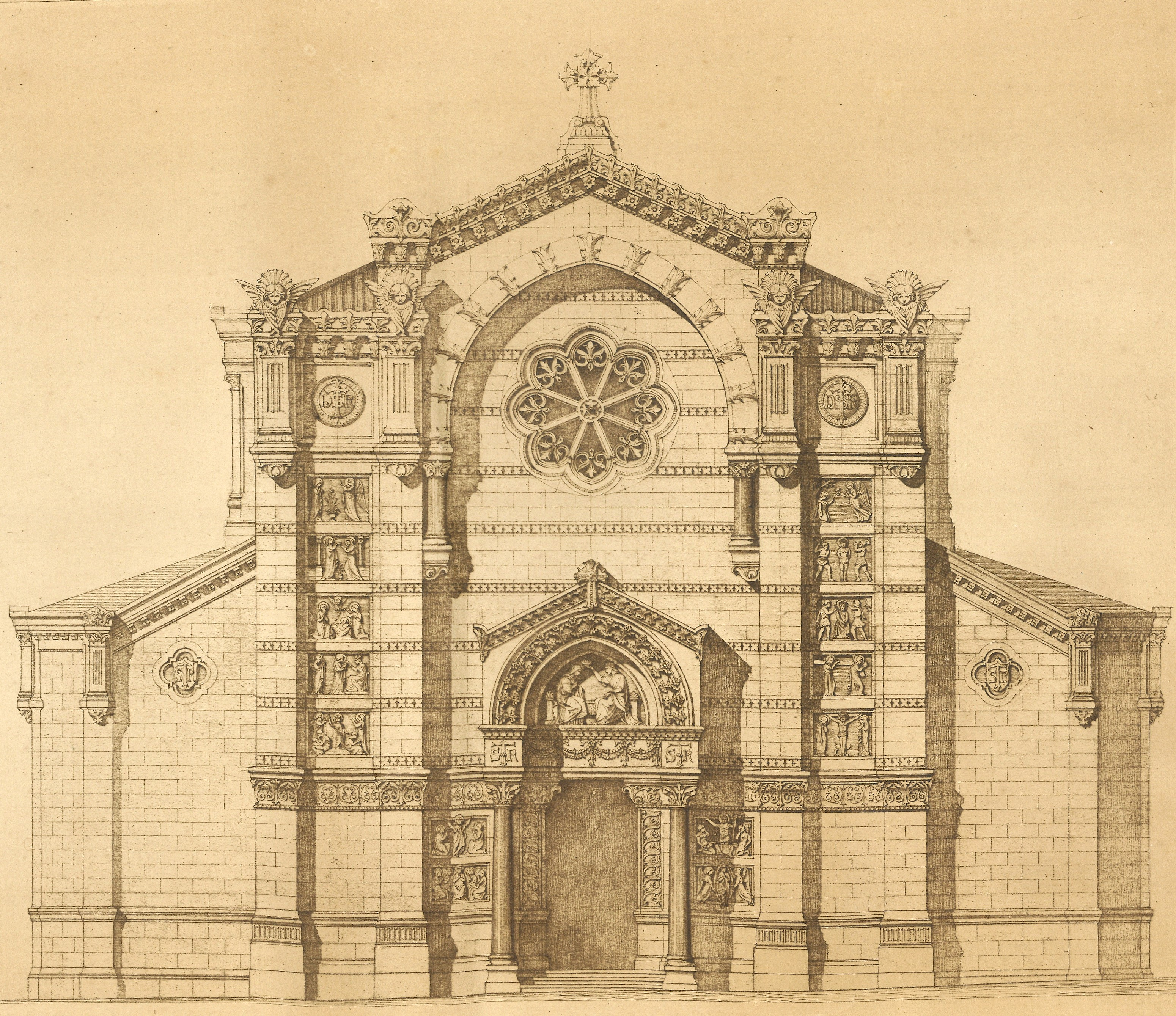
Élévation de la façade de Notre-Dame-du-Rosaire de Marseille

### Extérieur
L’église Notre-Dame du Rosaire présente une volumétrie simple : une nef centrale flanquée de deux collatéraux, un chœur avec un chevet plat, sans transept ni clocher. On retrouve une muralité assumée, que Bossan affectionne que l'on retrouve dans l'église de l'Immaculée-Conception de Lyon celle-ci est accentuée par les pierres équarries en attente de sculptures. La façade principale est décorée des quinze mystères du Rosaire sculptés en relief sur toute sa hauteur. À gauche les mystères joyeux, à droite les mystères douloureux et au centre les mystères glorieux, avec le couronnement de la vierge dans le tympan. Il est important de noter qu'à cette époque les mystères lumineux n'existaient pas encore, ils ont été introduits par Saint Jean-Paul II en 2002.

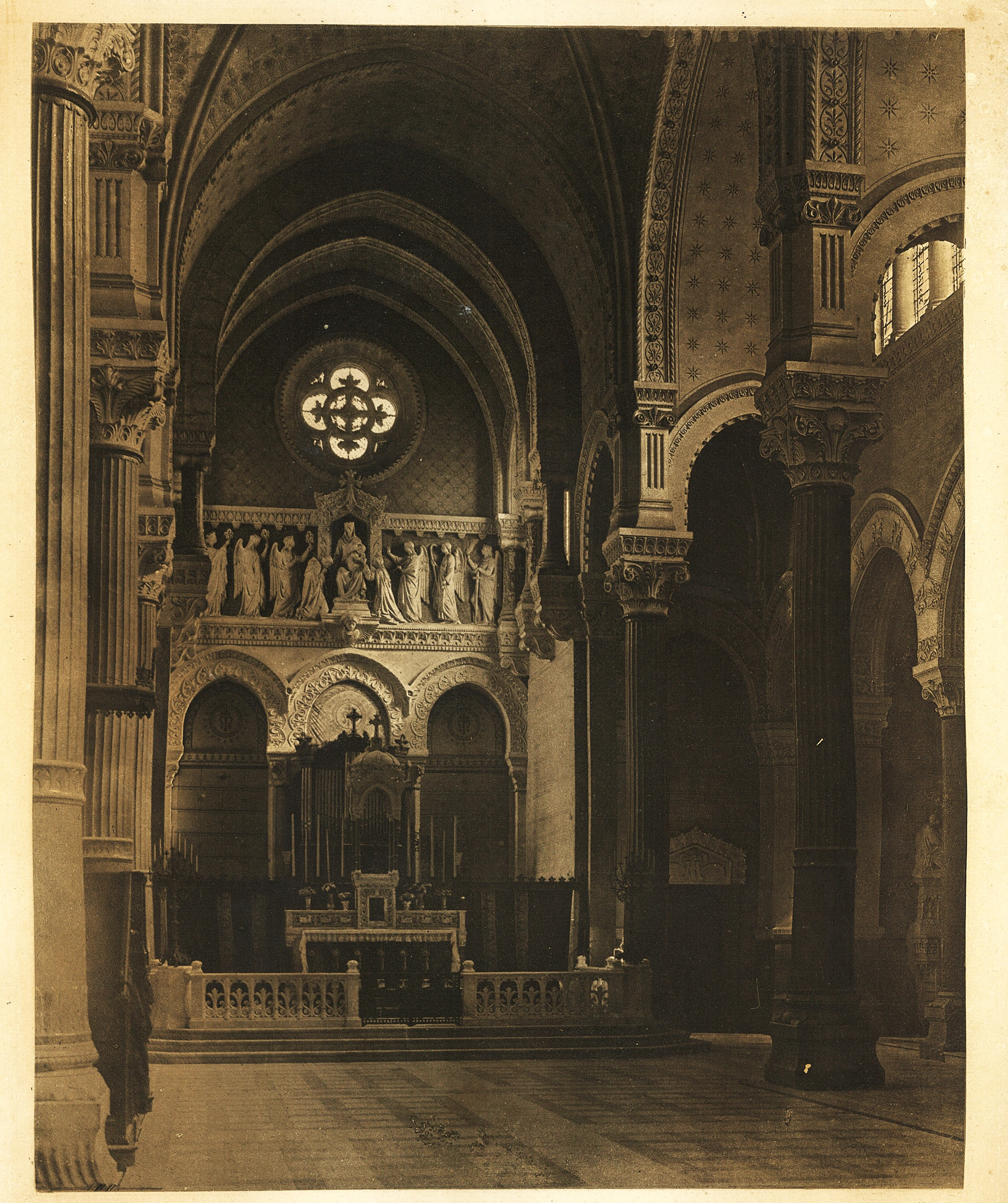
Intérieur de l'église vers 1890

### Intérieur

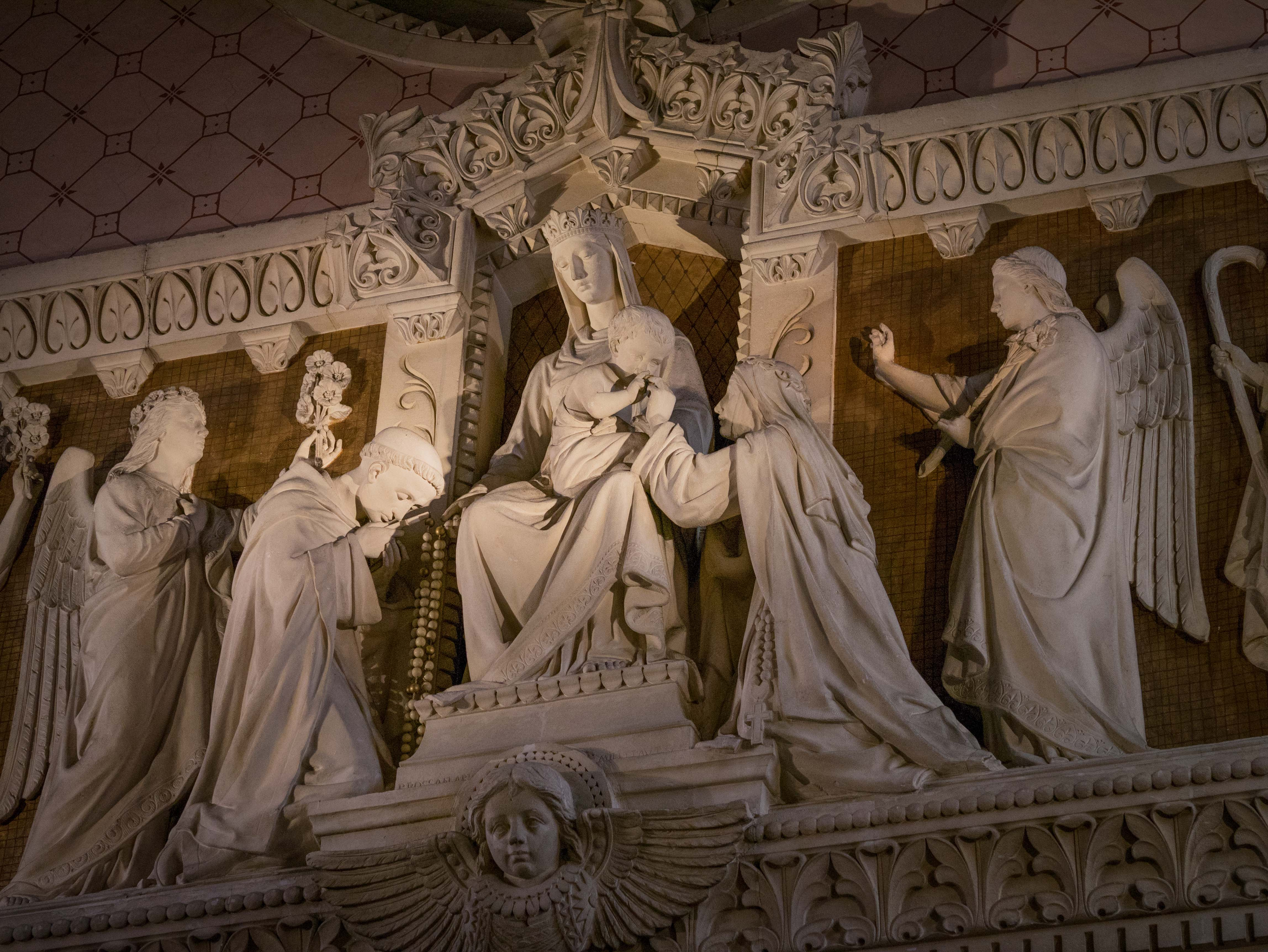
Détail du haut-relief central de Paul-Émile Millefaut

L’église se distingue dans le patrimoine marseillais par la richesse de son ornementation intérieure, qui comprend sculptures, peintures murales et vitraux. Son architecture intérieure est pensée pour susciter une impression de montée spirituelle : elle s’élève du massif au léger, depuis les bases robustes des chapiteaux jusqu’aux nervures élancées de la voûte.

#### Vitraux
Les vitraux, réalisés par Jean-Baptiste Barrelon, représentent de chaque côté de la nef vingt-quatre grandes figures de saints et saintes dominicains. L'unité de composition est très remarquable. Chaque travée a un thème de sainteté.

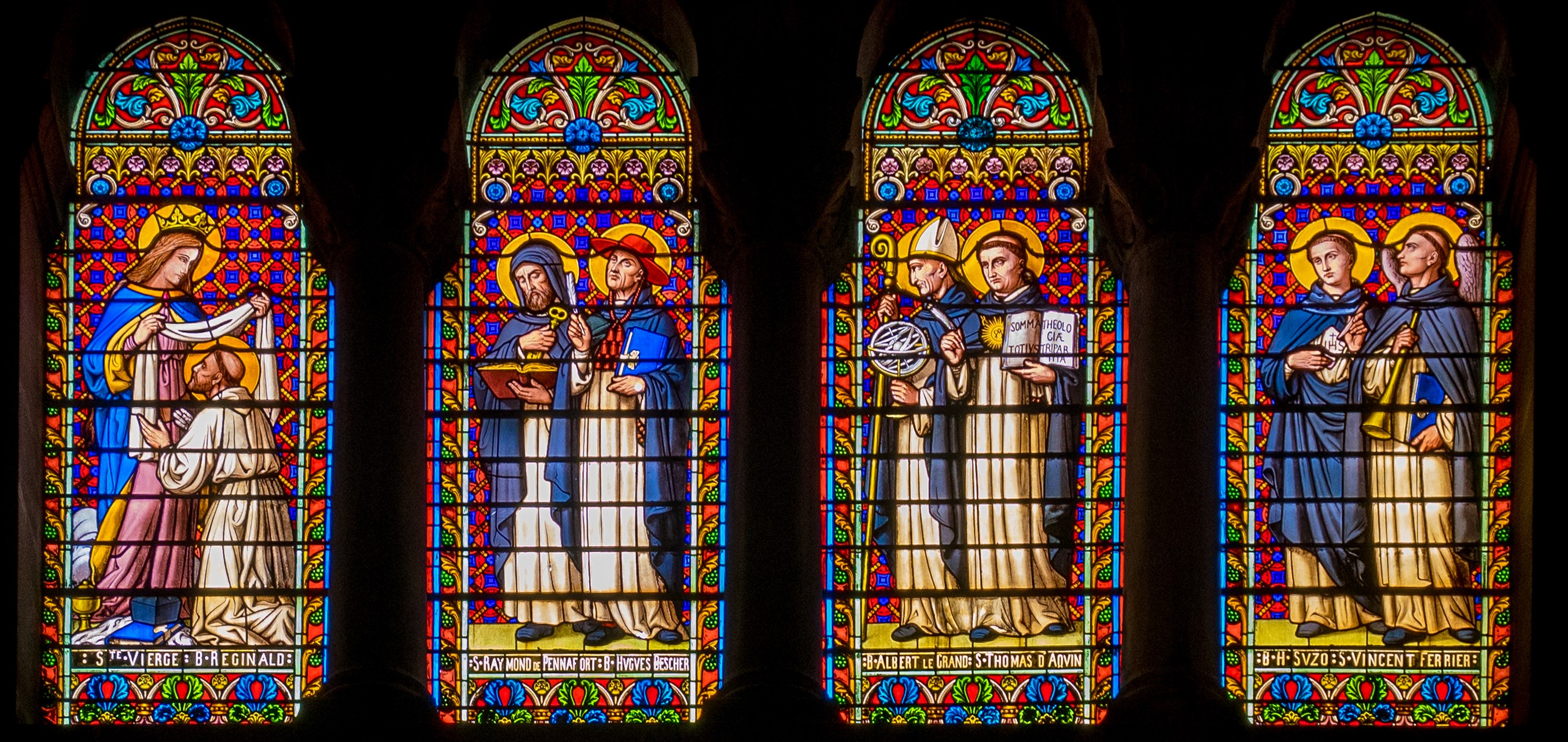
Vitraux Nord, les docteurs

Sont représentés sur les vitraux :

##### Les docteurs

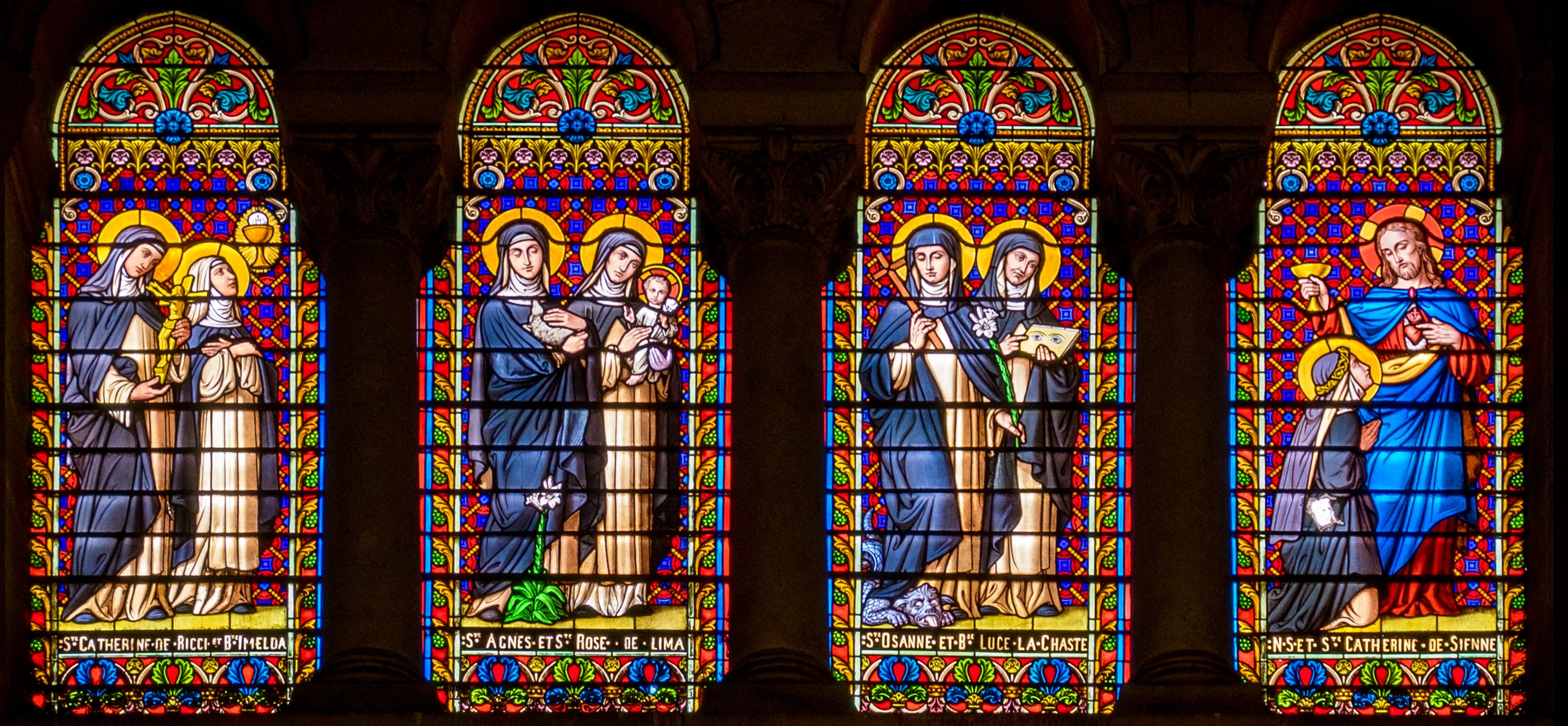
Vitraux Sud, les saintes vierges

- Saint Thomas d’Aquin

- Saint Albert le Grand

- Saint Raymond de Peñafort

- Sainte Marie (mère de Jésus)
- Hugues de Saint-Cher
- Bienheureux Henri Suso
- Saint Réginald d'Orléans
- Saint Vincent Ferrier

##### Les saintes vierges

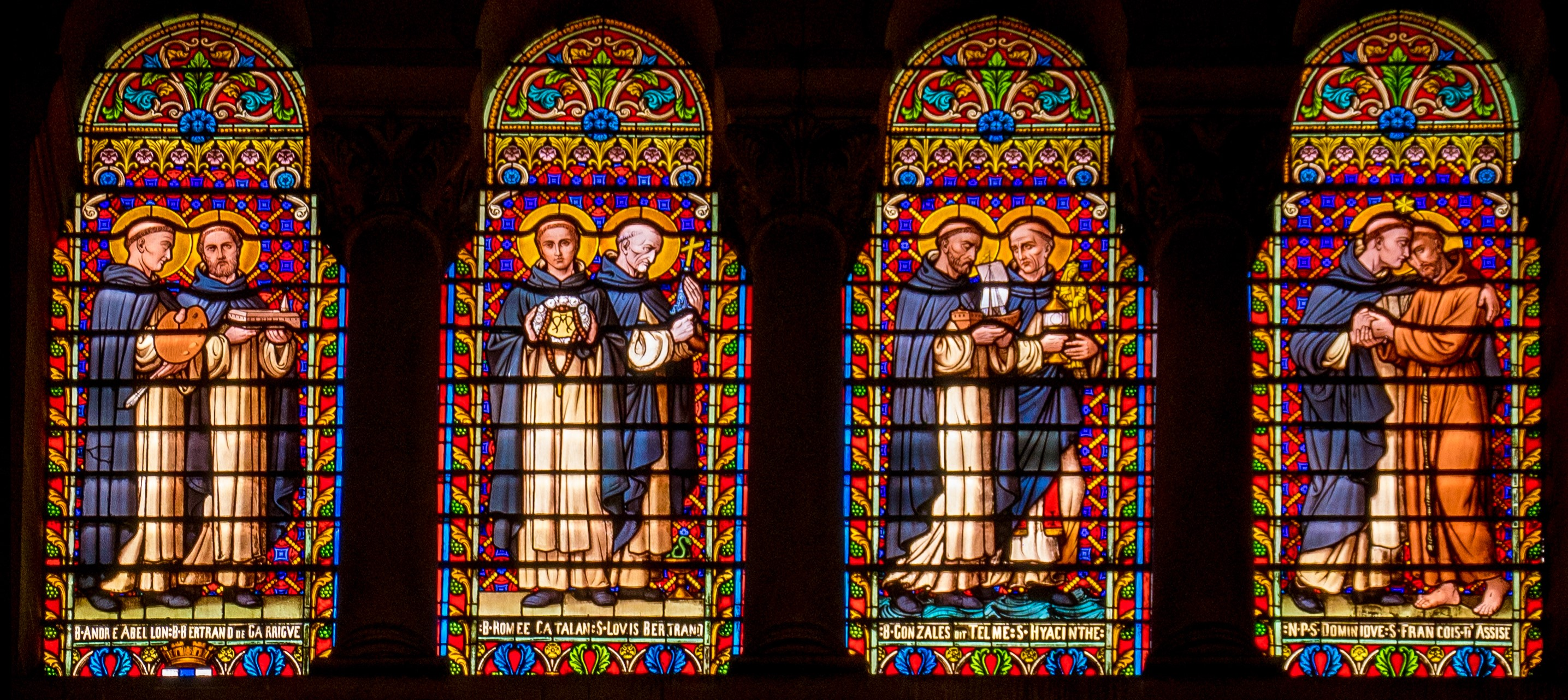
Vitraux Sud, les apôtres

- Bienheureuse Imelda Lambertini
- Sainte Rose de Lima
- Sainte Catherine de Ricci
- Sainte Agnès de Montepulciano
- Sainte Catherine de Sienne
- Bienheureuse Lucie de Narni
- Bienheureuse Osanna de Mantoue
- Jésus-Christ

##### Les apôtres

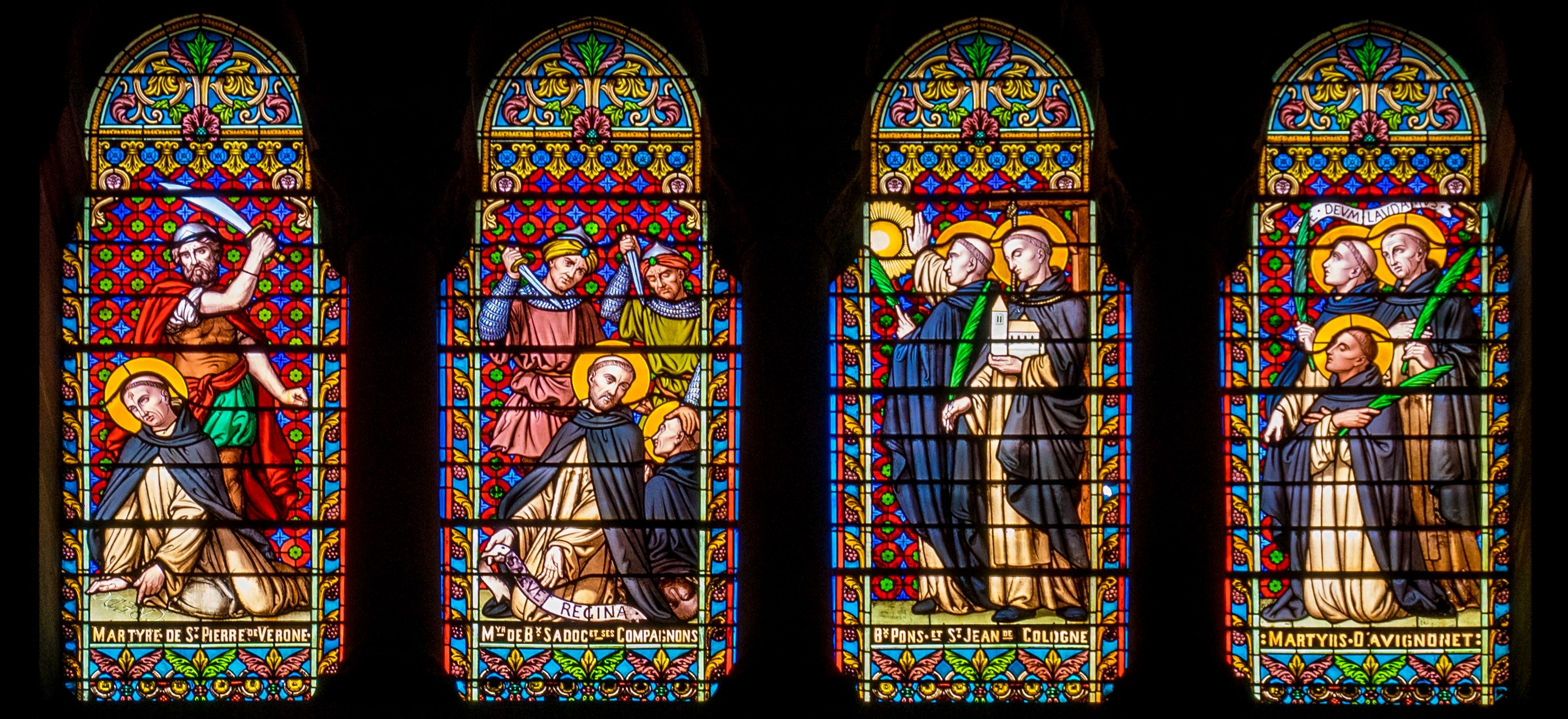
Vitraux Nord, les martyrs

- Saint Dominique de Guzmán
- Saint François d'Assise
- Saint Louis Bertrand
- Saint Hyacinthe de Cracovie
- Saint Elme
- Bienheureux Romée Catalan
- Bienheureux André Abellon
- Bienheureux Bertrand de Garrigues

##### Les martyrs
- Saint Pierre de Vérone
- Martyrs Avignonet
- Bienheureux Sadoc et ses compagnons

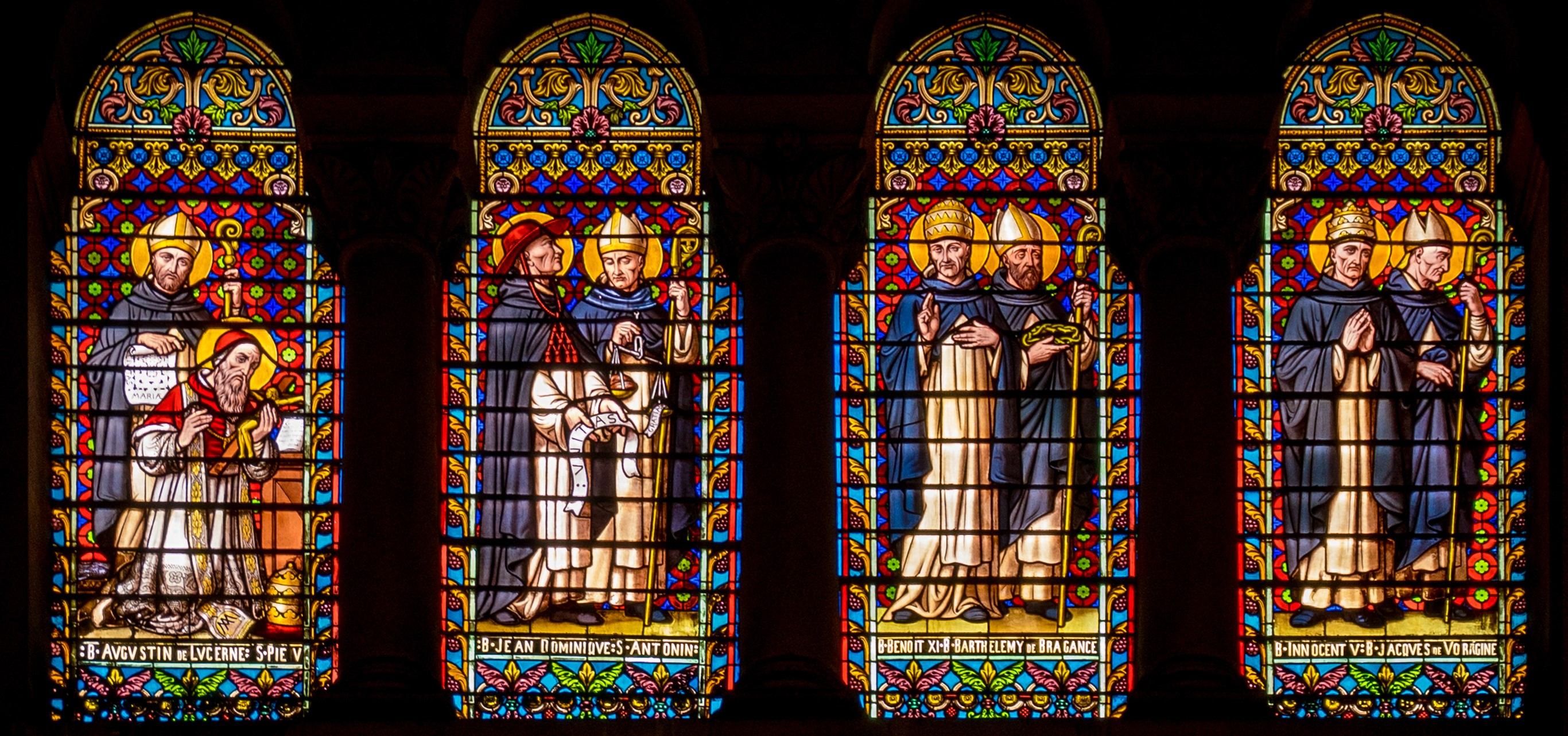
Vitraux Sud, les pontifes

- Bienheureux Pons
- Saint Jean de Cologne

##### Les pontifes
- Saint Pie V
- Bienheureux Innocent V
- Bienheureux Augustin de Lucerne
- Bienheureux Giovanni Dominici
- Saint Antonin de Florence
- Bienheureux Benoit XI
- Bienheureux Barthélémy de Bragance

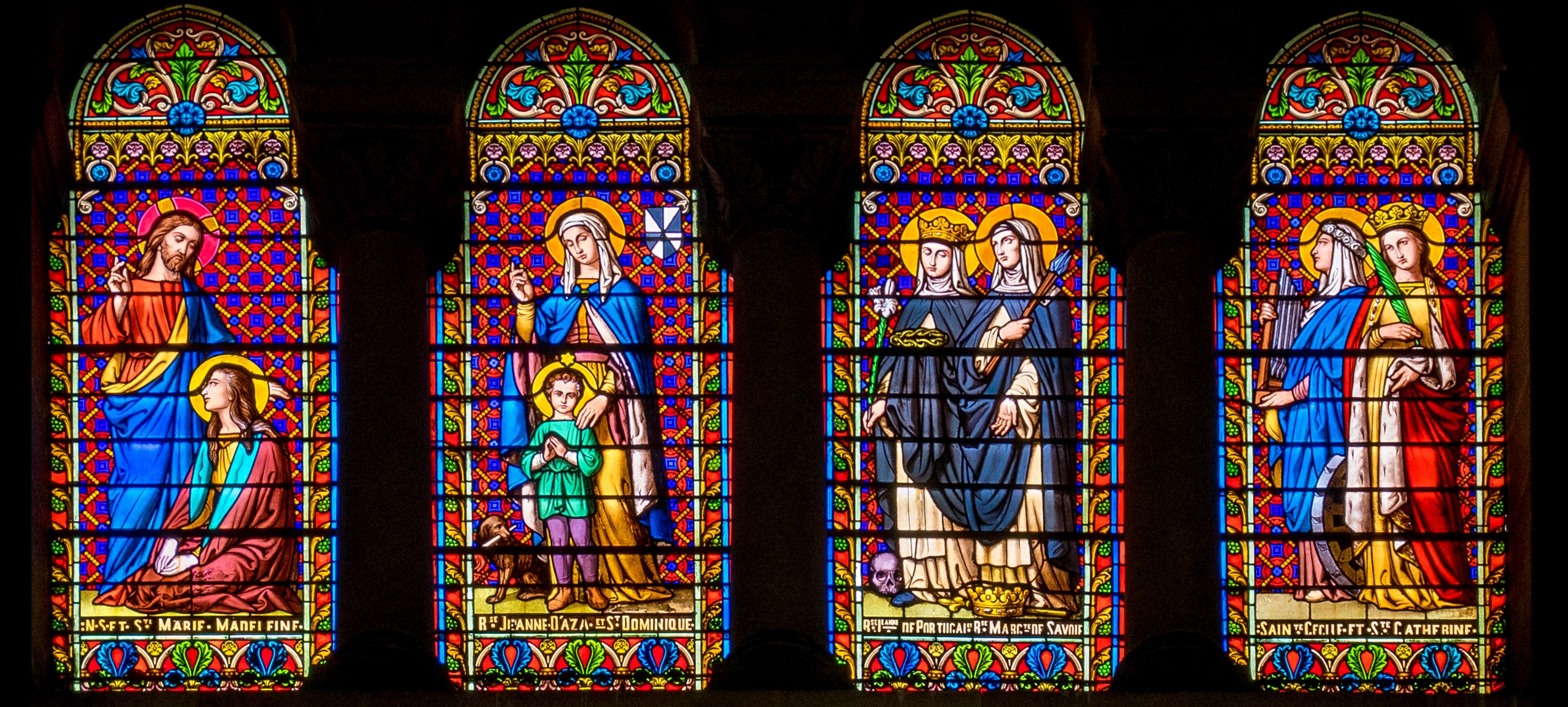
Vitraux Nord, les saintes femmes et protectrices de l'ordre

- Bienheureux Jacques de Voragine

##### Les saintes femmes et protectrices de l'ordre
- Saint Dominique de Guzmán
- Bienheureuse Jeanne d'Aza
- Sainte Marie Madeleine
- Jésus-Christ
- Bienheureuse Marguerite de Savoie
- Sainte Cécile de Rome
- Sainte Catherine d'Alexandrie
- Bienheureuse Jeanne de Portugal

#### Sculpture et peinture
L’élément le plus marquant dans l’église est l’abondance de motifs floraux et végétaux qui ornent l’ensemble de l’architecture : chapiteaux, murs, frises, colonne, autels, claveaux, nervures, intrados d'arc etc. L’unité et la symétrie de la composition s’imposent d’abord au regard, mais l’on découvre ensuite une remarquable diversité dans le traitement des formes. Chaque élément décoratif, tout en reprenant des thèmes communs, présente de légères variations – que ce soit dans la forme ou dans le choix de la plante représentée. Cette richesse ornementale évoque, par son principe de variation continue, certains aspects de l’art gothique.

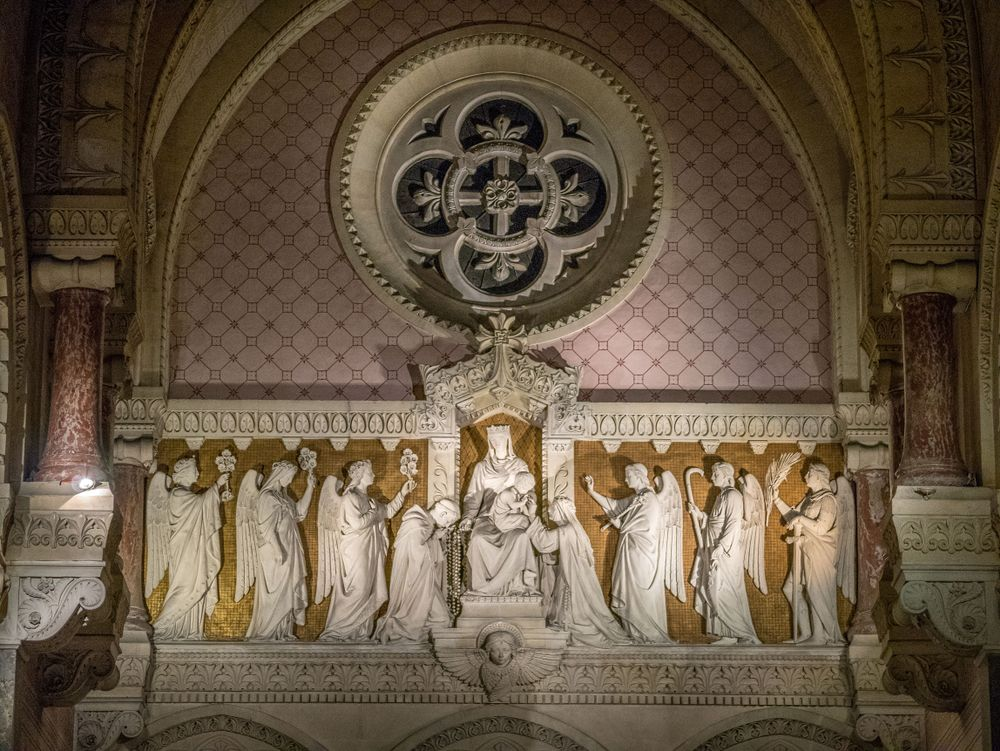
Haut relief de Paul-Émile Millefaut

Au-dessus du chœur, un haut-relief en pierre blanche représente la Vierge en majesté remettant le Rosaire à saint Dominique, ainsi que l’enfant Jésus offrant l’anneau mystique à sainte Catherine de Sienne. À droite, figurent les trois archanges : saint Gabriel tenant un lys, saint Raphaël avec un poisson et une canne, et saint Michel armé d’une épée et revêtu de son armure. À gauche, trois anges personnifiant les mystères, apportent les cinq roses de leurs mystères, chronologiquement : le mystère joyeux couronné de fleurs, le mystère douloureux, couronné d'épine et le mystère glorieux couronné d'un diadème. Le tout forme un ensemble très équilibré, réalisé par Paul-Émile Millefaut, élève de l'école de Valence.
Jacobé Razuret, décorateur et F. Révérant, peintre viennent de l’Atelier d’art sacré de Valence ou de Lyon. Leurs compositions de grande qualité intègrent un motif floral tripartite, aux couleurs symbolisant les mystères du Rosaire : blanc pour les joyeux, rouge pour les douloureux, or pour les glorieux.

#### Chapelles latérales

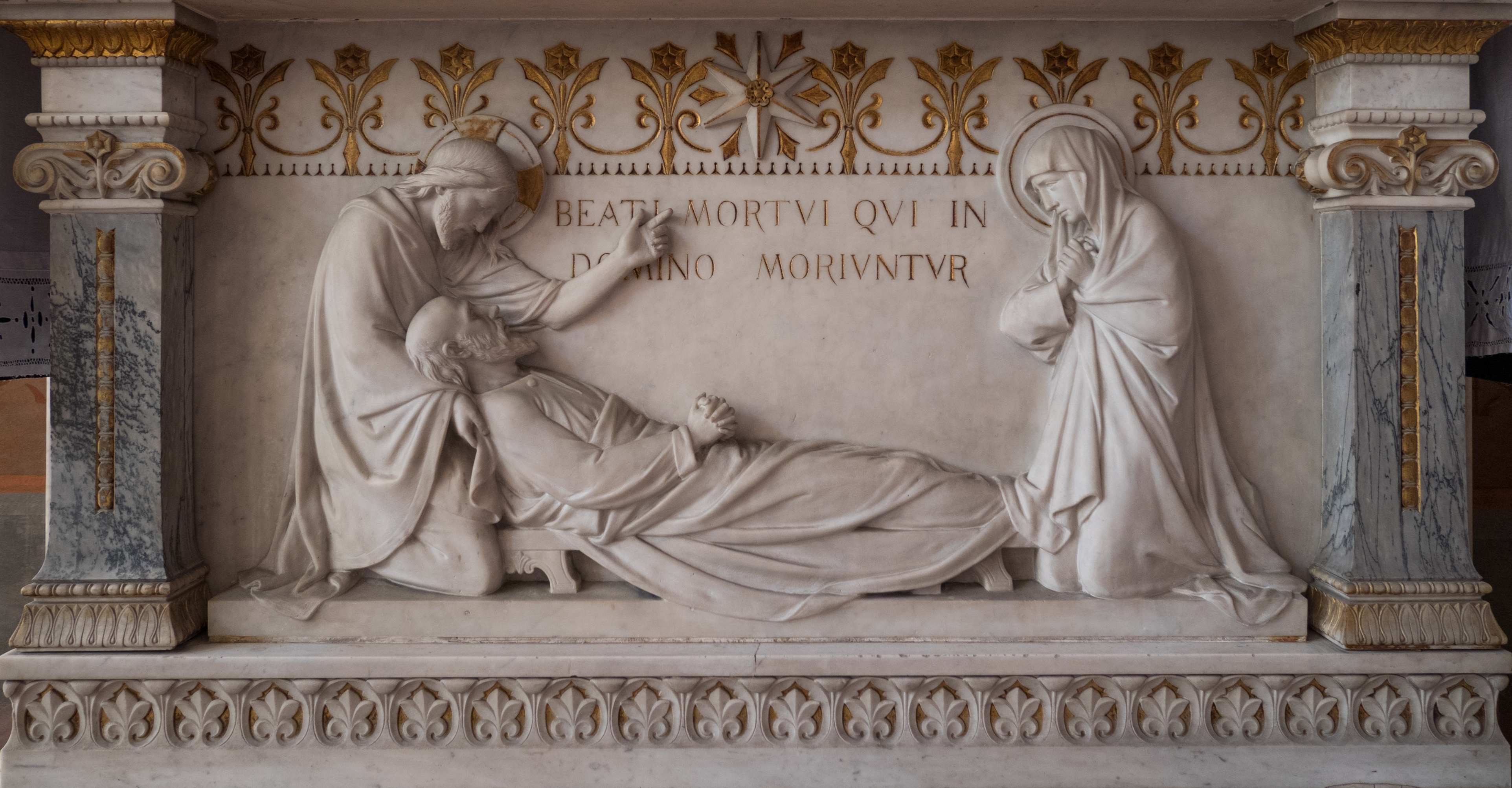
Bas relief, autel de saint Joseph

L’église comprend six chapelles latérales, chacune dédiée à un saint spécifique, ornée de frises représentant des attributs de ces saints, le flambeau pour saint Dominique, la navette pour saint Lazare, la couronne d'épine pour Sainte Catherine de Sienne, le calice et l'hostie pour Saint Thomas d'Aquin, les marguerites pour le Sacré-Cœur et le lys pour Saint Joseph.
La chapelle saint-Joseph est une des deux qui a été terminée du vivant de Bossan avec la chapelle du sacré-cœur en 1883, aujourd'hui c'est la seule qui n'a pas été modifiée. Bossan affectionnait particulièrement saint Joseph, cela se voit dans le traitement plus riche de l'autel. Il est intéressant de noter que le bas relief  représentant la mort de saint Joseph, réalisé par Camille Rey - frère de Joannis- a servi de prototype à celui de la crypte de la basilique Notre-Dame-de-Fourvière réalisé 5 ans plus tard. On y retrouve Pierre Bossan sous les traits de saint Joseph.

### Personnalités liées
- Joseph-Marie Perrin
- Paul Amargier
- Jean Cardonnel